# Sandao Paozi
Sandao Paozi är en sjö i Kina. Den ligger i provinsen Jilin, i den nordöstra delen av landet, omkring 450 kilometer öster om provinshuvudstaden Changchun. Sandao Paozi ligger 9 meter över havet. Arean är 1,3 kvadratkilometer. Trakten runt Sandao Paozi består till största delen av jordbruksmark. Den sträcker sig 1,6 kilometer i nord-sydlig riktning, och 1,6 kilometer i öst-västlig riktning.
Genomsnittlig årsnederbörd är 1 002 millimeter. Den regnigaste månaden är juli, med i genomsnitt 207 mm nederbörd, och den torraste är januari, med 8 mm nederbörd.